# CD Kicks
CD Kicks fue una promoción realizada por la marca mexicana Barcel con artistas de Warner Music Group, en el mes de octubre del año 2008, por motivo de la
visita de Madonna a la ciudad de México.Los CD Kicks son un tipo tazo en forma de CD con efecto 3D con la imagen de las portadas de los discos de varios artistas.
Esta promoción es considerada por muchos coleccionadores como la más importante de la empresa Barcel.

## Bases
La promoción consistía en coleccionar los CD Kicks, que venían incluidos en los productos de Barcel, registrarlos en la página web de Barcel y descargar la mayor cantidad de música legal y gratis.
Las personas que tuvieran la mayor cantidad de descargas obtenían premios como boletos para el concierto de Madonna en la Ciudad de México, playeras y chamarras oficiales, discos de artistas, MP3, entre otros.

## Colección
La colección está compuesta por los siguientes CD Kicks:
- Maná- Arde El Cielo
- Tush- Tush
- David Cavazos- David Cavazos
- Ximena Sariñana- Mediocre
- Margarita- Cuidado Que Vengo Yo
- Bacilos- Grandes Éxitos
- Lu- Lu E.E.
- Alexander Acha- Voy
- Nadia- A Puro Dolor
- Hombres G- 10
- Grupo Pesado- Defendiendo El Honor
- Los Super Reyes- El Regreso De Los Reyes
- Edith Márquez- En Vivo
- Simple Plan- Simple Plan
- Yahir- Recuerdos
- Panic! at the Disco- Pretty Odd
- Cynthia- Provocame
- El Tri- The Best Of El Tri
- Paramore- Riot!
- Tommy Torres- Tarde o Temprano
- Benny- Así

## CD Kicks en Futuro
Aunque la empresa Barcel ha recibido varias peticiones de los consumidores de realizar más CD Kicks, Barcel no ha confirmado ni desmentido otra promoción en los siguientes meses.